# Calce idraulica
La calce idraulica è un legante a base di silicato e alluminato di calcio , contenente anche al suo interno idrossido di calcio, che può far presa e indurimento anche se immersa in acqua.

## Descrizione
La calce idraulica è un legante idraulico a base di silicato bicalcico, alluminato monocalcico e idrossido di calcio. I primi due composti conferiscono al sistema comportamento idraulico e possono essere ottenuti solamente tramite la cottura, a temperatura prossime ai 1000°C, di un sistema contente carbonato di calcio e dei minerali argillosi.
Da non confondere assolutamente con la calce idrata, in quanto appartengono a due famiglie diverse. La calce comune (calce idrata, calce viva, calce spenta, grassello di calce) è un legante aereo, che si ottiene dalla cottura di calcari puri, ovvero rocce contenenti carbonato di calcio e privi o quasi di componenti silico alluminose, che è a base di solo idrossido di calcio e non ha, conseguentemente, la capacità di indurire sott'acqua.

## Tipologie
La calce idraulica vera e propria può essere naturale o artificiale; le norme prevedono anche altre categorie di calci idrauliche che possiamo definire di miscela.

### Naturale
Esistono due tipologie di calci super idrauliche:
- La calce idraulica naturale in polvere
- la calce eminentemente idraulica naturale in polvere.

Vengono ottenute dalla cottura di marne naturali e successivo spegnimento e macinazione.
Nel caso in cui il Carbonato di Calcio (CaCO3), nella sua composizione mineralogica, presenti contenuti argillosi in quantità variabili (per residuo di calce libera superiore al 15%, dopo cottura fino a 1250 °C della marna, avremo una NHL 3,5; vedi normativa vigente EN459-1) otterremo una calce capace di indurire anche in presenza d'acqua, questa è definita come CALCE IDRAULICA NATURALE “NHL” ottenibile solo da CALCARE MARNOSO lavorabile in zolle o in polvere e mai in grassello altrimenti reagendo con l'acqua, indurirebbe direttamente nella fase di spegnimento. L'idratazione deve avvenire, per nebulizzazione, in maniera controllata durante la fase di spegnimento della calce viva mantenuta a circa 120 °C. 
L'idraulicità è data da componenti mineralogici specifici, in particolar modo dagli elementi vetrosi presenti nella marna, trasformati ed usati come i silicati e gli alluminati.
Questi composti chimici si ottengono in una NHL dal legame che avviene in fase di cottura tra l'Ossido di calcio presente nel calcare marnoso e la presenza nello stesso di Ossido di allumina e Ossido di silice data dalla componente argillosa; il tutto si trasforma DURANTE LA COTTURA:
- ossido di calcio + ossido di silice = SILICATI
- ossido di calcio + ossido di allumina = ALLUMINATI

La calce libera che influisce anche sull'indice: NHL 2, NHL3,5, NHL5; rappresenta la quantità di ossido di calcio + H2O (detto anche portlandite) in eccesso e non combinato in fase di cottura come visto precedentemente. Più è alta la presenza di calce libera più bassa sarà la resistenza meccanica e il livello di idraulicità.
- La calce idraulica artificiale in polvere
- la calce eminentemente idraulica artificiale in polvere.

Vengono ottenute dalla cottura di mescolanze intime ed omogenee di calcare e materie argillose e successivo spegnimento e macinazione.

### Di miscela
- calce idraulica artificiale pozzolanica in polvere: miscela omogenea ottenuta dalla macinazione di pozzolana e calce aerea idratata.
- calce idraulica artificiale siderurgica in polvere: miscela omogenea ottenuta dalla macinazione di loppa basica granulare d'altoforno e calce aerea idratata.

Le proprietà idrauliche sono dovute nel primo caso ai prodotti di reazione fra pozzolana e la calce (cemento pozzolanico) nel secondo caso ai prodotti di idratazione della scoria granulare attivata alla presenza dell'idrossido di calcio (attività idraulica latente).

## Classificazione
La calce idraulica naturale (NHL) è classificata per diversi usi. Le prime due classi sono talvolta chiamate calce semi-idraulica perché inizialmente induriscono con l'acqua, ma continuano ad assestarsi a contatto con l'anidride carbonica presente nell'aria.

### Calce debolmente idraulica
La calce idraulica debole (NHL 2) viene utilizzata per lavori interni e lavori esterni in aree riparate.
La calce idraulica debole contiene fino al 10% di argilla / argilla-mista ad altre impurità. Potrebbe essere necessaria una settimana o più per assestarsi dopo l'aggiunta di acqua. L'assestamento è il processo di prendere in modo permanente la forma in cui è stata modellata la calce.

### Calce moderatamente idraulica
La calce moderatamente idraulica (NHL 3.5) può essere utilizzata per lavori esterni nella maggior parte delle aree.
La calce moderatamente idraulica contiene argilla in parti dall'11% al 20%. Questo tipo di calce fa presa e si assesta (assume la forma data) entro pochi giorni dall'aggiunta di acqua.

### Calce fortemente idraulica
La calce idraulica forte (NHL 5) viene utilizzata per lavori esterni in aree esposte, come camini, e per solai / sottofondi.
La calce idraulica forte contiene argilla  in parti dal 21% al 30%. Le proprietà di questa calce idraulica sono vicine a quelle del cemento. Si assesta e fa presa entro un giorno dall'aggiunta di acqua.

## Benefici
Le calci idrauliche acquisiscono forza nel tempo, fornendo così flessibilità ed evitando la necessità di giunti di dilatazione. Sono considerate più ecologiche del cemento in quanto vengono cotte ad una temperatura più bassa e riassorbono in modo univoco parte dell'anidride carbonica emessa durante la combustione mentre polimerizzano / carbonizzano nella posa.
Consentono il recupero e il riutilizzo dei componenti edilizi poiché sono "più morbide" del cemento.
Posizionate sott'acqua sono quindi ideali per applicazioni a contatto con il mare, canali, fiumi ecc.

## Produzione

### Cottura
Per le calci idrauliche vere e proprie, il materiale di partenza, costituito da calcare impuro per argilla, viene frantumato e cotto alla temperatura di circa 1000- 1100 °C e pertanto alquanto superiore a quella che si realizza nella normale cottura della calce aerea.
La cottura avviene in forni a tino verticali dello stesso tipo di quelli utilizzati per la preparazione della calce aerea.
Intorno ai 550 °C si ha la decomposizione dei silicati idrati di alluminio costituenti l'argilla, andando a formare una miscela di Silice, SiO2, e Allumina, Al2O3, mentre intorno a 900 °C si ha la decomposizione termica del calcare (CaCO3) in calce viva (CaO) e anidride carbonica. (CO2).

Intorno ai 1000-1100° invece, i prodotti della decomposizione dell'argilla si legano con l'ossido di calcio (CaO):

 CaO + Al2O3 → CaO•Al2O3 (alluminato monocalcico)

 2CaO + SiO2 → 2CaO•SiO2 (silicato bicalcico)

Rispetto ai cementi il silicato tricalcico non si forma poiché la sua formazione si ha solo per temperature sopra i 1250 °C. 
La calce viva residua, subirà la stessa reazione di spegnimento che si ha per la calce aerea per produrre la calce spenta o idrossido di calcio (Ca(OH)2).

La calce risultante sarà così composta da:
- Parte attiva
  - 60-70% di Ca(OH)2
  - 10-20% di frazione idraulica
    - Ca2SiO4
    - CaO•Al2O3

  - 5-10% di CaO
- 10-30% di incotto (materiale che non ha reagito e fungerà da inerte)

### Estinzione
La reazione di idratazione sarà invece:
 3(2CaO•SiO2) + (x+1) H2O → 3CaO•2SiO2xH2O + Ca(OH)2  (cristalli + gelo)
L'estinzione della calce idraulica è una delle fasi più delicate della produzione. Si effettua tramite appositi idratatori, nei quali il prodotto viene continuamente mescolato con acqua e viene fatto girare a temperatura intorno ai 100 °C. Il materiale viene quindi stagionato e poi frantumato e sottoposto a macinazione in mulini a sfere, così da ottenere un prodotto di elevata finezza.
Volendo infine valutare l'indice di idraulicità, che ci permette di conoscere in quale rapporto stanno le diverse percentuali dei componenti, si ha che:

{\displaystyle I={\frac {\%Fe_{2}O_{3}+\%Al_{2}O_{3}+\%SiO_{2}}{\%CaO}}=0.1-0.5}